# Лягачев, Олег Александрович
Олег Александрович Лягачев, (псевдоним Хельги; род. 21 сентября 1939 года в Ленинграде) — советский и российский художник, русский писатель и художественный критик.

## Творческая биография художника
Родился в Ленинграде, в семье картографа и геодезиста. Детство прошло в Омске.
Осенью 1945 г. семья вернулась в Ленинград. Олег окончил 309 среднюю школу и поступил на физфак ЛГУ. Ещё раньше, увидев работы Врубеля и постимпрессионистов, (в особенности Тулуз-Лотрека и Ван-Гога) а позже — Матисса и Пьера Боннара, Олег решает посвятить себя живописи.
Поступив в Институт им. И. Е. Репина на факультет истории и теории искусства, он знакомится в 1962 г. в Эрмитаже с М. Шемякиным, с которым вместе они организуют выставку «художников-рабочих хозяйственной части Эрмитажа» (30-31 марта 1964 г.) и пишут «Манифест группы „Петербург“» (1967 г.).
В 1966 г. они выставляются вдвоём в Государственной консерватории им. Римского-Корсакова.

Работы 1960 гг. — натюрморты, пейзажи, портреты — экспрессионистские по духу, уже довольно автономны и красочно активны («Боровая улица», 1965 г. , «Автопортрет», 1966 г., «Пиета, или Снятие с креста», 1967 г., «Женский портрет», 1967 г., «Сирень», 1971 г. — все на оргалите, песок и темпера).
После краткого увлечения абстрактным экспрессионизмом (две серии, около пятнадцати работ; одна из них похищена четой американского журналиста, работавшего в 1960 гг. в Москве), художник ищет поддержки в древнеегипетском искусстве и искусстве инков и ацтеков преколумбийского периода. Он так же интересуется семиотическими теориями Ч.Пирса и Ч.Морриса. В результате художник вырабатывает своеобразную знаковую систему, названную им «семиотическим искусством».
В живописи семиотические поиски заметны уже в работах конца 1960 гг. («Созерцание», 1968 г., «Библиофил», 1968 г.)
После окончания института он становится членом Горкома Художников, а с 1968 г. работает экскурсоводом в Государственном Эрмитаже.
В 1970 гг. им написаны наиболее важные работы семиотического периода (1968 — 76 гг.), в частности, — «Франц Кафка», 1973 г., «Интимений ХХ», 1973 г. «Композиция-канон», 1975 г., «Рождение», 1976 г., «Встреча», 1976 г.
В 1974-75 гг. художник сближается с близкими ему по духу Ан. Васильевым, Ан. Путилиным и Ю.Дышленко и принимает участие в двух ленинградских выставках художников-нонконформистов в д/к Газа и д/к «Невский». После брака с француженкой он получает разрешение покинуть СССР и в конце 1975 г. оказывается во Франции. Он активно участвует в известных выставках русского неофициального искусства: в Пале де Конгрэ, в Париже, в венецианском Бьеннале 1977 г., в Вене, Лондоне, Нью-Йорке, Токио и т. д.
С 1977 г. его работы становятся синтетичнее. Не утрачивая семиотических элементов, он их упрощает и укрупняет, уделяя большее внимание силуэту и восходящему движению. Цветовая система, сложившаяся в семиотический период, обогащается и включает, помимо традиционной тройки (синий-красный-белый), приглушённые и даже нейтральные богато разработанные тона и оттенки.
Важнейшие работы этого периода (1977—1980 гг.): «Движение» 1976-77 гг., «Композиция — Новое пространство», 1980 г., «Триптих»(«Тотем», «Профиль», «Торс»), 1982 г., «Лермонтов. Семиотическое пространство», 1985 г. «Женщина и философ», 1987 г., «Врубель. Пространство растра», 1981 г.
В 1980 гг., увлёкшись «bad painting» и немецкими новыми экспрессионистами, типа Базелича, художник пишет экспрессионистические циклы «Портретов» и «Голов». В это время он много выставляется в галереях («Галерея 222», 1980 г., «Форум Ле Аль», 1981-82гг., «Галерея Распай-рив-гош», 1984 г., галерея «Мифологии», 1985 г.; в мэриях и центрах искусства).
В 1990 гг. художник возвращается к семиотическим поискам, но работает теперь над циклами работ. Поскольку этот метод близок к музыкальному мышлению, он называет эти серии опусами. Они отличаются большей однородностью, серийностью элементов и своеобразной, но строго ограниченной вариативностью: Op.№ 5, I—IV; Op.№ 4, I—III; Op.№X, I—VI.
К 1992 г. относится его первый куб, точнее — ромбоэдр, — «Планета», который он мыслил, как проект для площади «Дэфанс», перед «Большой Аркой» в Париже. Это важный для художника выход в трёхмерное пространство. В дальнейшем им был исполнен десяток кубов (идея пространственной живописи: акрилики на квадратах объединяются в куб-кристалл. Это цвето-формо-образования: «Инь и Янь», два куба, 1992 г., «Барток», 1996 г., «Санкт-Петербург», два куба, 1996 г., «Решётка», 2000 г.).
В живописи на холстах характерна эволюция художника от семиотических поисков к «Абстрактному классицизму» (термин, употребляемый художником с выставки в галерее «Борей» в 1996 г.) — это портреты, вариации на темы Ренессанса (Боттичелли, Тинторетто), триптих «Музыка» («Дирижёр», «Барток», «Море. Памяти Дебюсси.»), композиции на темы лубка, пейзажи. Этот период ознаменовался рядом персональных выставок в Париже, Санкт-Петербурге и Лионе: в галерее «Борей» (1996, 2001, 2002 гг.), в музее нонконформистского искусства на «Пушкинской-10», 2002 г.; в галереях «Мир искусства» (Париж, 1997 г.) и «Конфлюэнс» (Лион, 2002 г.).
Хельги (Helgi — художественный псевдоним О. Лягачева) — автор динамических проектов «Действа» (Op.№ 23, 1996 г.) и «Синдрома Икара» (проект описан в четвёртой части романной композиции «Зигзаги и параллели», 2003 г.). Интерес к криптограммам выразился в серии свободновисящих многометровых холстов — «Газета», около тридцати работ.
Экологические идеи — в галечных рельефах на песке (1990 г., Порнише, Франция). Он так же уделяет большое внимание водным техникам (то есть акварели и акрилику) на бумаге: более трёхсот работ («Лицо», 56х38 см, 1986 г., «Генезис», 51,6х43,5 см, 1988 г., «Игра этруска», 51,2х38,5 см, 1986 г., «Триумфатор», 59х41 см, 1985 г., «Поэма, опус 190», 59х41 см, 1985 г. и др.).
Автор картины «Солнце», 130х97, 2010 г., в 2010 году ставшей эмблемой первой международной конференции «Актуальные проблемы теории и истории искусства».

## Проза, поэзия
Наряду с Ан. Васильевым и Б.Комиссарчуком, Олег Лягачев — создатель литературной группы «Чертополох»(1965—1970 гг.). Три выпуска «Альманаха»: 1965, 1967 и 1970 гг. (В первом номере под маркой «Парус» принимал участие поэт Вал. Петроченков).
До 1970 г. — рассказы и повести, в том числе — «Одиссея Л».
Автор семи книг поэзии, в том числе:
- «Минимум минуем», СПг, 1999 г. объединяет первые четыре книги.
- «Реконструкции», СПг, 2000 г. — стихи и проза.
- «Снег падает в мою шестую книгу», Изд. «Сударыня», Санкт-Петербург, 2008 г.

Его конструктивная упругая поэзия напоминает ОБЭРИУтов своей парадоксальностью, игрой тем и эмоциональной эквилибристикой. Поэт использует классические и авангардные техники. Он также — создатель 27-строчной формы стиха, названной им «олегой».
Драматург (автор пяти пьес, в частности — «Времяпровождения») и прозаик.
Четыре романа (под псевдонимом Хельги Лужин):
- Зигзаги и параллели, Изд. «Сударыня», Санкт-Петербург, 2005 г.
- Генезис, Изд. «Сударыня», Санкт-Петербург, 2006 г.
- Проходная пешка, Изд. «Сударыня», Санкт-Петербург, 2007 г.
- «Почти бессмертный Олаф», Изд. «Северная звезда», СПб 2010 г.

Хельги Лужин — представитель «нового романа — II». Его техника впитала особенности приёмов новороманистов (А.Роб-Грийе, М.Бютора, из русских — Вл. Набокова): точные и стремительные описания, своеобразный метафоризм, фрагменты автоматического письма, живые диалоги; вместе с тем, «история», интригующий сюжет играют важную роль в конструкции его романов. Эти четыре романа составляют цикл — «Отмеченные». Время охвата: 1942—2016; место действия: Омск, русский север, Ленинград — Санкт-Петербург; Париж, Европа, а также фантастический и параллельный мир, мир виртуальный и мир утопии.

## Исследования, эссе
Олег Лягачев также историк и теоретик искусства, член АИС (AIS),
Публикации (в том числе под псевдонимом Хельги Лужин):
- «О творчестве Вадима Филимонова», ССИ 2006 Wiesbaden
- «Творческая эволюция художника» в альбоме «Анатолий Васильев», Санкт-Петербург, 2007
- «Врубель for ever» // Петербургские искусствоведческие тетради. Выпуски 10 (стр. 42-70), 11 (стр. 195—207), 16 (стр. 151—163), 19 (стр. 44-57), 20 (стр. 74-88), Санкт-Петербург, 2007—2011.
- Французский дневник русского художника эпохи перестройки. Париж от 12 ноября 1990 года до 17 февраля 1992 года // Петербургские искусствоведческие тетради. — СПб.: Ассоциация искусствоведов (АИС), 2022. — Вып. 68. — С. 241—247. — ISBN 978-5-906442-32-1.